# (825) Tanina
(825) Tanina – planetoida z pasa głównego asteroid.

## Odkrycie
Została odkryta 27 marca 1916 roku w Obserwatorium Simejiz na górze Koszka na Półwyspie Krymskim przez Grigorija Nieujmina. Nazwa pochodzi od Taniny, jednej z rosyjskich księżniczek, których rodziny zostały zabite w wyniku rewolucji październikowej. Przed nadaniem nazwy planetoida nosiła oznaczenie tymczasowe (825) 1916 ZL.

## Orbita
(825) Tanina okrąża Słońce w ciągu 3 lat i 118 dni w średniej odległości 2,23 au. Planetoida należy do rodziny planetoidy Flora nazywanej też czasem rodziną Ariadne.